# Cabo Otway
O cabo Otway (em inglês:  Cape Otway) é um cabo da Austrália situado na costa sul do estado de Victoria, na Great Ocean Road. Grande parte da área da região está incluída no Parque Nacional Great Otway. A Organização Hidrográfica Internacional, autoridade máxima internacional em matéria de delimitação de mares, estabelece que este cabo marca o limite entre a Grande Baía Australiana, que considera um mar integrante do oceano Índico, e o estreito de Bass.

## História
A zona do cabo Otway esteve originalmente habitada pelos gadubanud; há vestígios dos seus acampamentos nos concheiros de toda a região. O cabo foi descoberto pelos europeus quando em dezembro de 1800 o tenente James Grant (1772-1833), ao comando do Lady Nelson, deu o primeiro passo na direção oeste através do estreito de Bass. Grant chamou-lhe cabo Albany Otway, em homenagem ao capitão William Albany Otway. O nome foi encurtado mais tarde, para cabo Otway. O governo reservou a ponta do cabo para colocar um farol. O acesso ao sítio era difícil, tendo-se conseguindo finalmente chegar por terra e começado a construção da Cape Otway Lightstation em 1846, com pedra extraída do rio Parker.
A luz foi acesa pela primeira vez em 1848 usando una lente de Fresnel e foi o segundo farol completado na Austrália continental, continuando a ser o farol mais antigo que sobrevive na parte continental da Austrália. Fue desarmado em janeiro de 1994, depois de ter sido a luz em mais longo funcionamento continuo a operar no continente australiano. Há oferta de alojamento em várias casas de campo na baía Apollo. Uma estação de telégrafo foi adicionada quando a Tasmânia ficou ligada com o continente por una linha telegráfica submarina desde o cabo Otway até Launceston em 1859. Partes do cabo foram também abertas aos colonos livres.
Oito barcos naufragaram na costa do cabo Otway: el Marie (1851), Sacramento (1853), Schomberg (1856), Loch Ard (1878), Joseph H. Scammell (maio de 1891), Fiji (setembro de 1891) e o Casino em 1932. O primeiro barco dos Estados Unidos afundado durante a Segunda Guerra Mundial, o SS City of Rayville, também foi afundado no cabo por uma mina alemã. Depois disto, os norte-americanos construíram um bunker de radar no cabo em 1942, que presentemente está aberto ao público.
Foi dada baixa ao farol em janeiro de 1994 depois de ter sido a fonte de luz em funcionamento contínuo mais longa no continente australiano. Foi substituído por uma luz de baixa potência alimentada por energia solar localizada frente à torre original cujo plano focal está a 73 m sobre o nível do mar. A sua luz característica é de três sinais brancos a cada 18 segundos.

## Pesca comercial
Os mares hostis que rodeiam o cabo Otway, numa zona onde o oceano austral se encontra com as águas do estreito de Bass, são o lugar de algumas das espécies marinhas mais apreciadas do mundo, como os lagostins ou o abalone. É comum, em dias de mar calmo, haver até 20 barcos de pesca de abalone ao largo da costa, na zona do farol. Os pescadores comerciais de lagostins utilizam armadilhas para peixes em todo o sistema de recifes, com flutuadores brancos à superfície que marcam a sua localização.